# Mustelus mustelus
Espèce
Répartition géographique
Statut de conservation UICN

 VU A2bd+3bd+4bd : Vulnérable
Mustelus mustelus, l'Émissole lisse,, est une espèce de requins de la famille des Triakidae.

## Répartition
Mustelus mustelus se rencontre dans l'Atlantique est, depuis les côtes britanniques jusqu'à celles du Maroc et des Canaries et de l'Angola jusqu'à l'Afrique du Sud. Ce requin est également présent en Méditerranée et dans l'océan Indien. Il est parfois mentionné sous le taxon Mustelus canis bien que celui-ci soit restreint à l'Atlantique ouest.
Cette espèce est présente aux profondeurs comprises entre 5 et 624 m mais, plus généralement, entre 5 et 50 m.

## Systématique
L'espèce Mustelus mustelus a été décrite pour la première fois en 1758 par le naturaliste suédois Carl von Linné (1707-1778) sous le protonyme Squalus mustelus.
Ce taxon porte en français les noms vernaculaires ou normalisés suivants : 
- Chien de mer ;
- Émissole ;
- Émissole douce ;
- Émissole lisse ;
- Émissole lisse commune ;
- Galéos ;
- Gat roumillon ;
- Hâ ;
- Lentillat ;
- Missole ;
- Mustèle vulgaire ;
- Palloun.

Mustelus mustelus a pour synonymes :
- Galeus laevis Risso, 1820
- Mustellus levis (Risso, 1820)
- Mustelus equestris Bonaparte, 1834
- Mustelus laevis Linck, 1790
- Mustelus vulgaris Cloquet, 1819
- Squalus mustelus Linnaeus, 1758

## Description
Mustelus mustelus peut atteindre une longueur maximale de 200 cm mais sa taille habituelle est d'environ 100 cm. Son espérance de vie constatée est de 24 ans.
C'est un requin vivipare qui donne naissance entre 4 et 17 petits par portée. Leur taille à la naissance est d'environ 39 cm.